# Laurens (Carolina del Sud)
Laurens è un comune degli Stati Uniti d'America della Contea di Laurens nello Stato della Carolina del Sud. La popolazione era di 9.916 abitanti nel censimento del 2000. Essa è la sede della Contea. Situata nella zona occidentale della Carolina del Sud, essa ha preso il nome da Henry Laurens, che fu presidente del secondo congresso continentale durante la guerra d'indipendenza americana.

## La città
L'industria tessile e quella del vetro sono le principali attività della città visto che la maggior parte dei vecchi mulini hanno chiuso negli ultimi 20 o 30 anni. Essa fa parte della Greenville–Mauldin–Easley Metropolitan Statistical Area.
Secondo antichi documenti la città si chiamò in origine Laurensville. I primi riferimenti al nome attuale si trovano intorno al 1873. Laurens e la Contea di Laurens sono parte dell'antico  96 District, che comprendeva Contea di Abbeville, Contea di Greenwood, Contea di McCormick, e Contea di Edgefield. Laurens è la città di Gary Davis e Pink Anderson, musicisti di musica blues che ebbero i natali in questa città.